# Visual J++
Visual J++是微软对于Java程序设计语言的实践。它和Java具有相同的句法、保留字以及语法。微软于2004年1月停止了对于Visual J++的支持，作为延伸，使用J#和C#来替代J++。
Visual J++包括在Visual Studio 97和Visual Studio 6.0中。

## 与Java的不同
J++语法与Java基本一样。

### 不支持
J++并不支持标准Java的远程方法调用（Java RMI），Java 本机接口（JNI）等功能。

### 新功能
J++包含回调和委托进行事件处理，还更好地支持Windows的一些功能，如Win32 API，ActiveX等。但Sun也因此告了微软。